# هيلين كانديدو
هيلين كانديدو (5 يناير 1935 - 17 مارس 2021) محامي وسياسي برازيلي، شغل منصب حاكم ولاية غوياس بين عامي 1998 و1999. توفي كانديدو بسبب مرض كوفيد 19 في عام 2021.